# Darmarakh
Darmarakh é uma cidade do Afeganistão, localizada na província de Badaquexão.